# Christopher Kullmann
Christopher Kullmann est un footballeur allemand né le 19 septembre 1986 à Katzhütte en Allemagne. Il évolue actuellement au poste d'attaquant pour l'Arminia Bielefeld en troisième division allemande.